# Anton Novačan

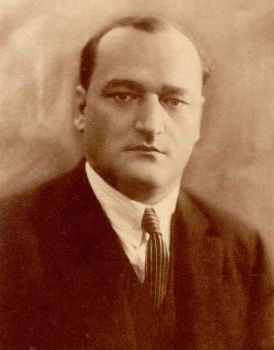
Anton Novačan (1927)

Anton Novačan (Zadobrova (bij Celje), 9 juli 1887 - Posadas (Argentinië), 1951) was een Sloveens politicus en diplomaat, die zich ook als dichter en schrijver liet gelden.
Novačan werd geboren in Zadobrova bij Celje in een arm gezin.
Hij volgde eerst het gymnasium in Celje, maar vertrok al snel naar Kroatië, waar hij zijn middelbare school vervolgde in Zagreb, Karlovac en Varaždin. Hier raakte Novačan bevriend met de Kroatische dichters Juraj Demetrović en Ljubo Wiesner en begon mee te werken aan literaire publicaties.

## Politicus
Na de middelbare school schreef Novačan zich in voor de rechtenstudie aan de Karelsuniversiteit Praag. In 1908 nam hij zijn studie op, die hij in 1918 met een doctorstitel beëindigde. Tijdens zijn studietijd bereisde hij Europa en bezocht onder meer Parijs en Moskou. Zoals de meeste Slovenen koos Anton Novačan partij voor de nieuwe Staat van Slovenen, Kroaten en Serven. Toen deze staat niet levensvatbaar bleek, bepleitte hij de aansluiting van de Slovenen bij een nieuw te stichten federatie, waarin de Slovenen en Kroaten met Servië en Bulgarije een autonome plaats zouden moeten krijgen. In zijn binnenlandse politieke programma had Novačan vooral aandacht voor de plattelandsbevolking en de rol van de Kerk. In 1921 richtte hij de "Landarbeiderspartij" (Zemljoradniška stranka) op en gaf sinds 10 november 1921 het politieke tijdschrift Nova vas ("Het nieuwe dorp") uit. Hij nam het daarin op voor de boerenbevolking, die het economisch moeilijk had. Vanuit zijn gematigd liberale houding werden Novačans ideeën over de binnenlandse politiek bepaald door zijn afwijzing van het Sloveense klerikalisme van de Sloveense Volkspartij, maar verdedigde hij het katholieke geloof. In zijn blad Naša verschenen ook de eerste gedichten en verhalen van zijn hand. In 1922 richtte Novačan een nieuwe partij op. Deze "Slovenska republikanska stranka" was een republikeinse partij. Hij begon met de uitgifte van het blad "Republikanec" ("De Republikein"). Met zijn programma, gericht op versterking van de landbouw en afwijzing van de monarchie, behaalde hij geen succes. Het werd juist een complete nederlaag.

## Diplomaat en vluchteling
Na zijn echec onderwierp Novačan zich aan de monarchie, waarop hij beloond werd met een diplomatieke carrière. In hoeverre hij die onderwerping ook verinnerlijkte, is onduidelijk. In zijn correspondentie met de Sloveens-Amerikaanse schrijver Louis Adamič bekennen beide schrijvers elkaar hun republikeinse overtuigingen. Novačan werd als diplomaat uitgezonden naar Warschau, Brăila, Caïro, Klagenfurt en Bari. In april 1941, na de aanval op Joegoslavië, vluchtte Novačan vanuit Belgrado via Bulgarije naar Jeruzalem. Later reisde hij door naar Caïro, waar hij de Joegoslavische regering in ballingschap vertegenwoordigde. Hier leerde hij de Sloveense vluchteling en dichter Igo Gruden kennen. Uit deze periode dateren ook zijn overpeinzingen "Jeruzalem – Kairo", dat over zijn gedwongen asiel tussen 1942 en 1945 gaat. Na de oorlog vestigde hij zich in Triëst, waar hij in 1948 zijn "Peti evangelij" ("Het vijfde evangelie") schreef. Het boek is tot dusver de grootste verzameling Sloveense sonnetten. In 1949 besloot Novačan met zijn vrouw naar Argentinië te emigreren. Het nieuwe regime in Joegoslavië was hem als oud-diplomaat van de Joegoslavische regering in oorlogstijd niet gunstig gezind. In Argentinië raakte Novačan bevriend met Tine Debeljak en andere Sloveense emigranten, waaronder meerdere schrijvers. In 1951 stierf hij in Posadas aan een hartaanval.

## Stijl
Zijn werk wordt gekenmerkt door het realisme. Thema's en motieven grijpen vaak terug op regionale gegevens. Zijn bekendste werk is het verhaal over Herman van Celje, een historisch drama. Sommige werken zijn vrij snel vertaald naar het Tsjechisch. Het toneelstuk "Veleja" in drie bedrijven werd in de jaren 1920 in heel Tsjechië opgevoerd. Desondanks bleef de meeste aandacht voor Novačan in het buitenland beperkt tot Sloveense migranten. In de Sloveense diaspora van Noord-Amerika en vooral in Argentinië werd zijn toneelspel steeds opnieuw opgevoerd. Na de Tweede Wereldoorlog werd Novačan tot in de jaren 1960 in Joegoslavië doodgezwegen, in de Argentijnse migratie werd hij daarentegen als groot (soms zelfs grootste) Sloveense auteur gevierd. De literaire kwaliteit van zijn werk is echter niet eenduidig. Novačans poëzie en zijn historisch drama "Herman van Celje" steken positief af tegen de meeste drama's, die hij schreef. Het meeste van zijn werk na de oorlog werd voor het eerst gepubliceerd in de tijdschriften van de "Slovenska kulturna Akcija" ("Sloveense culturele Actie") in Argentinië.
Vanaf de late jaren 1960 zijn bloemlezingen uit zijn werk ook in Slovenië verschenen. Het Sloveense tijdschrift "Misli" publiceerde enkele gedichten in 1963 en later. Novačans herinneringen aan zijn exil in Jeruzalem en Kairo verschenen in Slovenië in 1986. De correspondentie tussen Novačan en Igo Gruden is sinds 1999 beschikbaar voor het brede publiek.
Novačan werd zoals de meeste Sloveense schrijvers uit het begin van de 20e eeuw beïnvloed door Ivan Cankar. Desondanks laat hij zijn stijl niet bepalen door Cankars symbolisme en neoromantiek. De personages bij Novačan strijden net als bij Cankar tegen het (nood)lot, maar het grote maatschappelijke thema uit die tijd, de sociale kwestie, komt bij Novačan vrijwel niet aan bod. Wanneer Novačans figuren strijden tegen het lot en met hun handelen (of niet handelen) kwaad doen, zijn deze zich daarvan bewust maar dat staat minder in het teken van schuldbesef zoals bij Cankar. Novačan legt meer nadruk op het individualisme, waaruit volgens hem de politieke onafhankelijkheid van het Sloveense volk moest voortvloeien. Die zelfstandigheid kon volgens hem niet bereikt worden op basis van de collectieve discipline, zoals de socialisten en katholieken zouden nastreefden. In alle werk van Novačan komen referenties naar Nietzsche voor, maar bijzondere invloed oefent hij op het werk niet uit met uitzondering van het drama "Herman van Celje". De graaf van Celje fungeert als een decisionistische nietzschiaanse held.
Uit de gedichten van Anton Novačan blijkt een grote invloed van de Kroaat Antun August Matoš, wiens dichtstijl nieuwe elementen (qua ritme en intonatie) aan het klassieke sonnet verbond. Ook het voor Matoš typerende pessimisme en sarcasme komen bij Novačan terug. Als bijzonderheid zij vermeld, dat Novačan het eerste Sloveense dadaïstische gedicht schreef met de titel "Slovenska politika" ("De Sloveense politiek"). Zijn werk werd onder meer vertaald naar het Tsjechisch en Duits.

## Werk
- Naša vas, 1e deel, verhalen, Ljubljana, 1912
- Naša vas, 2e deel, verhalen, Ljubljana, 1913
- Veleja, drama in drie bedrijven, Ljubljana: Tiskovna zadruga, 1921
- Samosilnik: deset povesti, verhalen, Ljubljana: Tiskovna zadruga, 1923
- Celjska kronika, drama in drie bedrijven, Ljubljana: Tiskovna zadruga, 1928
- Nadčlovek, drama, in: Ljubljanski zvon LIX, 1939
- Peti evangelij, dichtbundel, Trst: eigen beheer, 1948
- Amfiktionije ali Janez Gotlieb, komedie, in: Vrednote, Buenos Aires: Slovenska kulturna akcija, 1954
- Rdeči panteon, dichtbundel, Buenos Aires, 1955
- Jeruzalem-Kairo: spomini 1942–1945, memoires, Ljubljana: Slovenska matica, 1986

## Voetnoten
1. ↑  Nedweb - Biografische gegevens Anton Novačan (Internet Archive)

- Gemeinsame Normdatei: 124949592
- International Standard Name Identifier: 0000 0001 1736 4706
- Library of Congress Control Number: nr90003292
- Nationale Bibliotheek van Tsjechië: jn20010316057
- Nationale en Universitaire bibliotheek Zagreb: 000005412
- Système universitaire de documentation: 257926593
- Virtual International Authority File: 959897
- WorldCat: E39PBJw4DtrWpMJQKcCtpyFtKd